# Cristian Alexis Montaño
Cristian Alexis Montaño Castillo (Cali, Valle del Cauca, Colombia; 11 de diciembre de 1991) es un futbolista colombiano de nacionalidad inglesa. Juega como mediocampista, actualmente es jugador del Livingston F.C., equipo que milita actualmente en la Scottish Premiership.

## Trayectoria

### West Ham United
Cristian fue invitado por la cantera del West Ham United para presentar una prueba de ingreso. La prueba consistía en enfrentar en un partido al Coventry, en la categoría Sub-11-12. Montaño jugó los últimos 20 minutos, tiempo que fue suficiente para realizar dos asistencias y marcar dos goles. Con esta actuación logró convencer a los dirigentes del West Ham United y pudo ingresar en dicha cantera.

### Notts County F.C.
Para el comienzo de la temporada 2011-2012, el equipo de Notts County F.C. lo ficha por medio de un préstamo por un periodo a un mes, pero este se extendería un mes más, debido a sus aportaciones al equipo, y a sus dos goles en tan solo seis encuentros. En los cuales en cinco de ellos fue suplente. ‘Tano’ en el Notts County F.C. usó en su dorsal el número 30.
El 9 de agosto de 2011, a los 19 años. Montaño debutó en la Carling Cup. Cristian ingresó en el minuto 68' cuando su equipo perdía 2-1. El partido lo terminaría perdiendo el Notts County F.C. (4-3) en penales luego de haber jugado tiempo extra tras el 3-3 de los primeros 90 minutos.
Montaño logró debutar en el primer equipo de Notts County Football Club, el 9 de agosto de 2011.
Cuatro días más tarde, el 13 de agosto de 2011, Cristian Montaño haría su debut en la Ligue One, donde marcó su primer gol como profesional. Este gol fue el descuento en la derrota de su equipo 2-1 frente al Charlton Athletic.

### Bristol Rovers F.C.
En el 2016 llegaría al Bristol Rovers F.C. de la English Football League One. El 23 de mayo de 2017 se confirmaría que no jugaría más en el club tras no renovar su contrato.

## Estadísticas
| Club                            | Div.                | Temporada           | Liga  | Liga  | Copa Nacional | Copa Nacional | Copa Internacional | Copa Internacional | Total | Total |
| Club                            | Div.                | Temporada           | Part. | Goles | Part.         | Goles         | Part.              | Goles              | Part. | Goles |
| ------------------------------- | ------------------- | ------------------- | ----- | ----- | ------------- | ------------- | ------------------ | ------------------ | ----- | ----- |
| Notts Contry Inglaterra         | 3.ª                 | 2011-12             | 15    | 4     | 1             | 0             | -                  | -                  | 16    | 4     |
| Notts Contry Inglaterra         | Total               | Total               | 15    | 4     | 1             | 0             | 0                  | 0                  | 16    | 4     |
| Swindon Town Inglaterra         | 4.ª                 | 2011-12             | 4     | 1     | 0             | 0             | -                  | -                  | 4     | 1     |
| Swindon Town Inglaterra         | Total               | Total               | 4     | 1     | 0             | 0             | 0                  | 0                  | 4     | 1     |
| Dagenham & Redbridge Inglaterra | 4.ª                 | 2011-12             | 10    | 3     | 0             | 0             | -                  | -                  | 10    | 3     |
| Dagenham & Redbridge Inglaterra | Total               | Total               | 10    | 3     | 0             | 0             | 0                  | 0                  | 10    | 3     |
| Oxford United Inglaterra        | 4.ª                 | 2011-12             | 9     | 2     | 0             | 0             | -                  | -                  | 9     | 2     |
| Oxford United Inglaterra        | Total               | Total               | 9     | 2     | 0             | 0             | 0                  | 0                  | 9     | 2     |
| Oldham Athletic Inglaterra      | 3.ª                 | 2012-13             | 30    | 1     | 3             | 1             | -                  | -                  | 33    | 2     |
| Oldham Athletic Inglaterra      | 3.ª                 | 2013-14             | 10    | 2     | 4             | 0             | -                  | -                  | 15    | 2     |
| Oldham Athletic Inglaterra      | Total               | Total               | 40    | 3     | 7             | 1             | 0                  | 0                  | 48    | 4     |
| América de Cali · Colombia      | 2.ª                 | 2014                | 9     | 1     | 7             | 0             | -                  | -                  | 16    | 1     |
| América de Cali · Colombia      | 2.ª                 | 2015                | 1     | 0     | 1             | 0             | -                  | -                  | 2     | 0     |
| América de Cali · Colombia      | Total               | Total               | 10    | 1     | 8             | 0             | 0                  | 0                  | 18    | 1     |
| Bristol Rovers F.C. Inglaterra  | 4.ª                 | 2015-16             | 28    | 2     | 3             | 0             | -                  | -                  | 30    | 2     |
| Bristol Rovers F.C. Inglaterra  | 3.ª                 | 2016-17             | 25    | 1     | 6             | 0             | -                  | -                  | 31    | 1     |
| Bristol Rovers F.C. Inglaterra  | Total               | Total               | 53    | 3     | 9             | 0             | 0                  | 0                  | 61    | 3     |
| Port Vale FC Inglaterra         | 4.ª                 | 2017-18             | 30    | 4     | 5             | 2             | -                  | -                  | 35    | 6     |
| Port Vale FC Inglaterra         | 4.ª                 | 2018-19             | 29    | 5     | 4             | 2             | -                  | -                  | 33    | 7     |
| Port Vale FC Inglaterra         | 4.ª                 | 2019-20             | 30    | 0     | 6             | 0             | -                  | -                  | 36    | 0     |
| Port Vale FC Inglaterra         | 4.ª                 | 2020-21             | 29    | 3     | 5             | 1             | -                  | -                  | 34    | 4     |
| Port Vale FC Inglaterra         | Total               | Total               | 118   | 12    | 20            | 5             | 0                  | 0                  | 138   | 17    |
| Livingston F.C. Escocia         | 1.ª                 | 2021-22             | 14    | 0     | 5             | 0             | -                  | -                  | 19    | 0     |
| Livingston F.C. Escocia         | 1.ª                 | 2022-23             | 0     | 0     | 0             | 0             | -                  | -                  | 0     | 0     |
| Livingston F.C. Escocia         | Total               | Total               | 14    | 0     | 5             | 0             | 0                  | 0                  | 19    | 0     |
| Total en su carrera             | Total en su carrera | Total en su carrera | 273   | 29    | 51            | 6             | 0                  | 0                  | 323   | 35    |

## Polémica por problemas legales
Cristian Montaño fue expulsado del Oldham FC de Inglaterra, por aceptar sobornos. El club tomó la decisión después de conocer a través del diario Sun de este país, que el delantero colombiano buscó la manera de recibir una amonestación, a cambio de dinero, en un partido disputado en octubre de 2013  ante el Wolves. Esta no fue la única vez en que se descubrió que se trataba de sobornos aceptados por los jugadores. Tras las investigaciones realizadas a Montaño y a otros jugadores del Oldham FC, los inculpados por soborno fueron arrestados en diciembre de 2013, pero pudieron recuperar su libertad tras pagar fianzas.
En diciembre de 2013, Montaño y dos amigos fueron acusados de violar a una mujer. En marzo de 2014, la corte de Snaresbrook Crown en Inglaterra absolvió a los tres implicados.